# ابروزردک تپوئی
ابروزردک تپوئی (نام علمی: Elaenia olivina) نام یک گونه از سرده ابروزردک است.